# Goleniów
Goleniów (en allemand : Gollnow) est une ville de la voïvodie de Poméranie occidentale, dans l'ouest de la Pologne.

## Histoire
De 1818 à 1945, Gollnow fait partie de l'arrondissement de Naugard (de) dans le district de Stettin au sein de la province de Poméranie.

## Communications
Aéroport le plus proche: aéroport Port lotniczy Szczecin-Goleniów.
La gare Goleniów a des connexions en direction avec:
- Wolin, Międzyzdroje et Świnoujście,
- aéroport de Goleniów, Gryfice, Trzebiatów et Kołobrzeg,
- et Szczecin.

## Jumelages
La ville de Goleniów est jumelée avec
- Bergen en Rügen (Allemagne) depuis 2001
- Greifswald (Allemagne) depuis 1986
- Gourievsk (Russie) depuis 2005
- Opmeer (Pays-Bas) depuis 1991
- Pyrzyce (Pologne)
- Svedala (Suède) depuis 1993

## Personnalités liées à cette ville
- Johan-Frederik Clemens (1741-1831), graveur danois, né dans cette ville.
- Heinrich Barkow (de) (1842-1903), lithographe prussien, né dans cette ville.
- Helga Paris (1938-2024), photographe allemande, née dans cette ville.
- Olgierd Geblewicz (1972-), homme politique, né dans cette ville.